# Mai Hagiwara
Mai Hagiwara (in giapponese 萩原 舞; Saitama, 7 febbraio 1996) è una cantante giapponese.
Nel 2002 è entrata nel progetto Hello! Project Kids ideato dalla Hello! Project. Pochi anni dopo, nel 2005, è stata scelta come membro delle Cute, di cui è la componente più giovane.